# Josefa Wallace
Josefa Wallace (Santiago, 7 de agosto de 1990) es una autora, bloguera y enfermera chilena.

## Biografía
Josefa Wallace quedó huérfana siendo bebé y fue criada por sus abuelos maternos.  A los cinco años una tía le enseñó a leer y el primer libro que tomó por su cuenta fue La metamorfosis de Franz Kafka", pero no entendió nada; a los  siete, leyó Papelucho, de Marcela Paz, y "le fascinó". En la casa de su abuela había muchos libros, y fue allí donde descubrió a Tolkien, del que confiesa que es una gran admiradora.
La autora sostiene que siempre pensó que "tenía cierto talento para escribir" y que se dio cuenta de ello en el colegio, cuando escribía cuentos por los que los profesores la felicitaban.
Wallace se inició en la literatura como bloguera, cuando estudiaba enfermería de la Universidad Andrés Bello universidad de la que egresó. El personaje que creó, Pepi la fea, fue llevado del blog a su primer libro, que publicó con el mismo nombre en 2015 la editorial Penguin Random House en el sello Plaza & Janés. La historia de Josefa Wallace, que mezcla sin fronteras definidas lo real con lo imaginario, son narraciones con toques de humor y colmadas de español chileno.

Esta primera obra, que fue lanzada en marzo de ese año y llevada luego a la Feria Internacional del Libro de Santiago, se convirtió en un éxito: a solo ocho días de la presentación, el libro se agotó.
Pepi la fea se ha convertido en un saga de tres volúmenes todos superventas, y hay planes para que el personaje salte a la pantalla chica convirtiéndose en una serie televisiva. Wallace tiene contrato para escribir por lo menos otros dos libros con la misma editorial, que ya no serán sobre Pepi.

## Libros
- 2015, Pepi la fea,  Plaza & Janés. (ISBN 9789569646003)
- 2016, Pepi la fea 2, Plaza & Janés. (ISBN 9569646101)
- 2017, Pepi la fea 3, Plaza & Janés